# کارلو رانکاتی
کارلو رانکاتی (ایتالیایی: Carlo Rancati؛ زادهٔ ۲۸ آوریل ۱۹۴۰) دوچرخه‌سوار اهل ایتالیا است.
وی در مسابقات کشوری و بین‌المللی در مجموع برندهٔ ۲ مدال نقره شده‌است.